# Incendios forestales en Brasil de 2020
Los Incendios forestales en Brasil en 2020 son una serie de incendios forestales que están afectando Brasil, con 44 013 focos registrados entre enero y agosto en la Amazônia y en Pantanal. En el territorio de Amazônia, se han detectado 6315 focos de incendio en el mismo periodo. En Pantanal, el volumen de quemadas equivale al de los últimos seis años y ONGs y voluntarios están llevando a cabo acciones coordinadas para salvar animales amenazados, como el jaguar. Se espera que los sistemas sanitarios de la región amazónica, ya sobrecargados por la pandemia de COVID-19, se colapsen debido a enfermedades respiratorias derivadas de la inhalación del humo de los incendios.
Una pericia realizada apunta que los incendios en el Pantanal han sido provocados, y la Comisaría de Medio ambiente investiga sobre los posibles responsables.
Douglas Morton, jefe del Biospheric Sciences Laboratory de la NASA, considera los incendios como siendo "sin precedentes". Pese a que el gobierno brasileño haya prohibido durante 120 días las quemadas en la Amazônia, un análisis liderado por la NASA indica que la medida ha tenido poco efecto.
Entre 28 de mayo y 25 de agosto fueron detectados 516 puntos de incendio, cubriendo un área de 376,416 hectáreas.
En agosto, la respuesta del presidente Jair Bolsonaro fue que "los medios y gobiernos extranjeros están presentando una narrativa falsa sobre la Amazonia". El mismo mes, el INPE relató que los datos de los satélites muestran que el número de focos de incendio en la Amazonia aumentaron un 28% hasta ~6,800 focos en julio, comparados con los ~5,300 focos en julio de 2019. Eso indica una repetición de la destrucción acelerada, potencialmente empeorada, del que fue visto en 2019 de uno de los mayores amortiguadores de los cambios climáticos del mundo, en 2020.